# 단짝 (영화)
단짝은 한국에서 제작된 최훈 감독의 1979년 영화이다. 이영수 등이 주연으로 출연하였고 한상훈 등이 제작에 참여하였다.

## 출연

### 주연
- 이영수
- 정윤주
- 최정훈
- 지미옥

### 조연
- 사미자
- 박용식
- 유명순
- 최용팔
- 신윤정

## 제작진
- 조명: 박창호
- 미술: 김유준